# CJD Feuerbach
CJD Feuerbach ist ein ehemaliger Frauen-Volleyballverein aus Stuttgart-Feuerbach. 
CJD Feuerbach (bis 1987 SG/JDZ Feuerbach) spielte jahrelang sehr erfolgreich in der Bundesliga. Größte Erfolge waren die drei Deutschen Meisterschaften 1989, 1990 und 1991, der viermalige Deutsche Pokalgewinn 1987, 1988, 1989 und 1990 sowie der Gewinn des CEV-Pokals 1983. Bekannteste ehemalige Spielerinnen sind Andrea Sauvigny, Renate Riek, Ute Hankers, Gudula Staub, Karin Steyaert, Nancy Celis, Karen Baumeister, Gudrun Witte, Tanja Hart, Ines Pianka, Ruth Holzhausen, Maike Friedrichsen, Stefani Legall, Michaela Vosbeck und Xiaojun Yang. Erfolgstrainer war Mathias Eichinger.
Die CJD-Mannschaft wechselte 1993 zur Sportvg Feuerbach und zog sich 1996 aus dem Leistungssport zurück.